# Đột biến sinh học

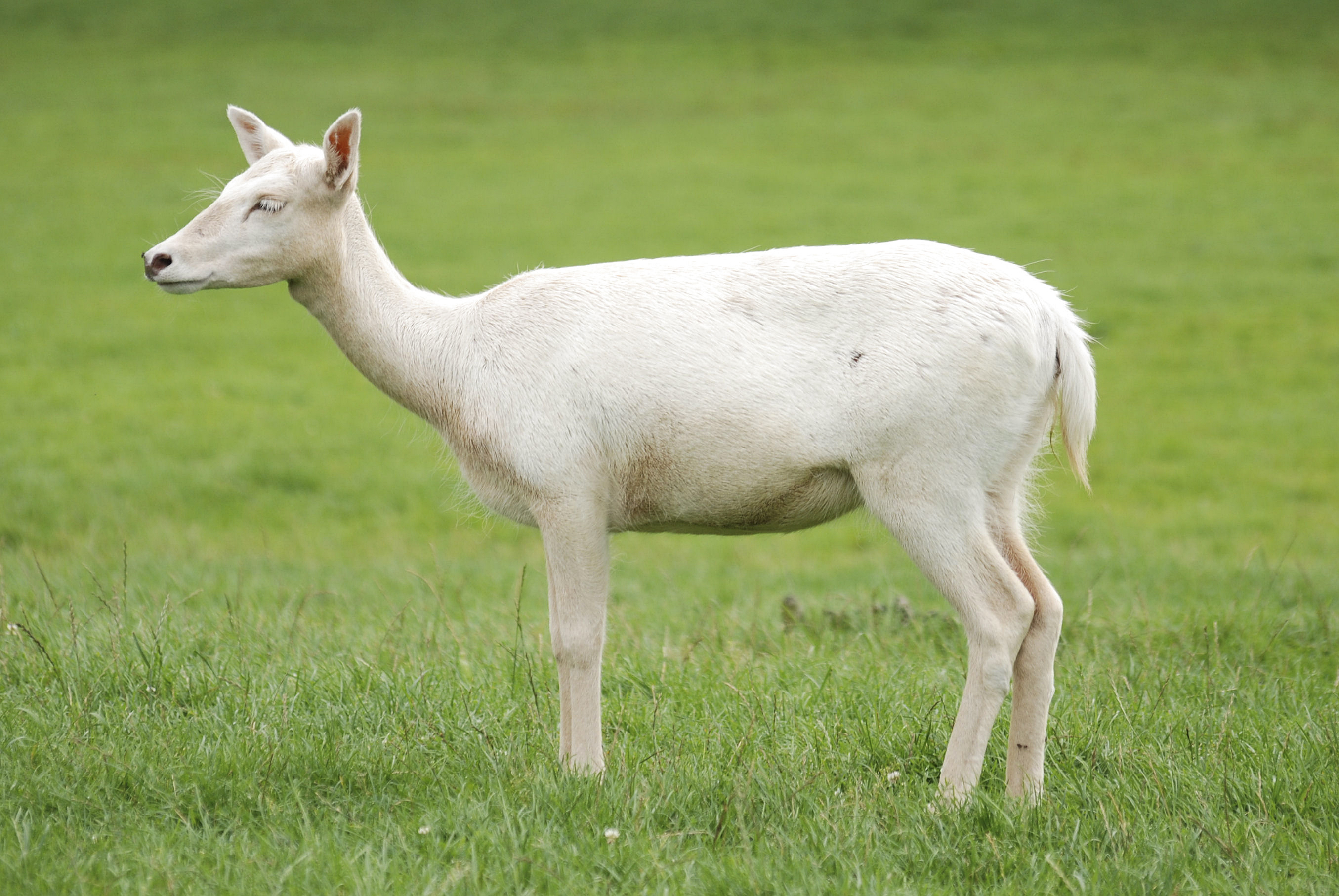
Một con hươu bị bạch tạng và trở thành hươu trắng do đột biến

Đột biến sinh học là những biến đổi bất thường trong vật chất di truyền ở cấp độ phân tử (DNA, gen) hoặc cấp độ tế bào (nhiễm sắc thể), dẫn đến sự biến đổi đột ngột của một hoặc một số tính trạng, những biến đổi này có tính chất bền vững và có thể di truyền cho các đời sau. Đột biến là quá trình xảy ra đột ngột, riêng rẽ, ngẫu nhiên, không định hướng ở cơ thể sống trong điều kiện tự nhiên. Đa số là đột biến gen là đột biến lặn và có hại, một số ít có lợi và có ý nghĩa rất lớn đối với quá trình tiến hóa và chọn giống, còn có những đột biến không có hại cũng không có lợi cho cơ thể mang đột biến (Đột biến trung tính). Những cá thể mang đột biến đã biểu hiện trên kiểu hình của cơ thể gọi là thể đột biến.

## Nguyên nhân

DNA biến đổi sau khi bị tia tử ngoại chiếu vào

- Do tác nhân của môi trường ngoài cơ thể (thường là do tác động của con người) như:

Tác nhân vật lý: tia phóng xạ, tia cực tím, sốc nhiệt,...
Tác nhân hóa học: ảnh hưởng của nhiều chất hóa học như nicotine, cosinsin, dioxine (chất độc da cam),...
Tác nhân sinh học: vi-rút,....
- Do nguyên nhân bên trong cơ thể: Những biến đổi bất thường trong sinh lý, sinh hóa trong tế bào (xuất hiện một cách tự nhiên).

## Phân loại
Căn cứ vào tính chất xuất hiện đột biến, có thể phân chia thành các dạng như sau:
- Đột biến gen (là những biến đổi trong cấu trúc của gen gồm các dạng như mất, thêm, thay thế cặp nucleotide). Nếu đột biến liên quan đến 1 cặp nucleotide thì gọi là đột biến điểm.
- Đột biến nhiễm sắc thể, gồm: đột biến cấu trúc nhiễm sắc thể (mất đoạn, lặp đoạn, đảo đoạn, chuyển đoạn) và đột biến số lượng nhiễm sắc thể (thể dị bội, đa bội).

## Đột biến gen
Đột biến gen là những biến đổi trong cấu trúc của gen xảy ra ở cấp độ phân tử tại một điểm nào đó trên phân tử DNA và có liên quan đến sự thay đổi về số lượng, thành phần, trật tự các cặp nucleotide trong gen. Có rất nhiều kiểu biến đổi về cấu trúc gen, trong đó những biến đổi liên quan đến 1 cặp nucleotide trong gen được gọi là đột biến điểm.
Trong tự nhiên, tất cả các gen đều có thể bị đột biến nhưng với tần số rất thấp (1/1,000,000-1/10,000). Tuy nhiên tần số đột biến có thể thay đổi tùy thuộc vào các tác nhân gây đột biến. Tác nhân gây đột biến có thể là các chất hóa học (thuốc trừ sâu, thuốc diệt cỏ,...), các tác nhân vật lý như tia phóng xạ (Tia X, Tia α, Tia β...) hoặc các tác nhân sinh học như virus có trong cơ thể hoặc môi trường bên ngoài cơ thể. Đột biến gen có thể xảy ra ở tế bào xôma (tế bào sinh dưỡng) và tế bào sinh dục.
- Các dạng đột biến gen tại một điểm thường gặp:

1. Mất một cặp nucleotide.
2. Thêm một cặp nucleotide.
3. Thay thế một cặp nucleotide.

### Cơ chế
Cơ chế phát sinh đột biến gen là do bắt cặp không đúng trong nhân đôi DNA (không theo nguyên tắc bổ sung), hay tác nhân xen vào mạch khuôn hoặc mạch đang được tổng hợp phải trải qua quá trình tiền đột biến mới xuất hiện đột biến. Các base nito thường tồn tại ở 2 dạng cấu trúc là: dạng thường và dạng hiếm. Dạng hiếm làm các liên kết hydro bị thay đổi làm các Nu bắt cặp không đúng trong quá trình nhân đôi DNA gây đột biến gen. Ví dụ: A dạng thường biến đổi thành A dạng hiếm (A*) dẫn đến bị bắt cặp nhầm với X gây đột biến cặp A-T thành cặp A-X.
Là do sự tác động của các tác nhân gây đột biến: Tác nhân sinh học: Một số virus có thể gây đột biến gen. Ví dụ: Virus HPV gây ung thư cổ tử cung. Tác nhân vật lý (Tia UV): làm cho 2 base Thymine trên một mạch liên kết với nhau làm phát sinh đột biến gen và tác nhân hóa học, chẳng hạn như:
- 5BU (5-Bromuraxin) là đồng đẳng của T có khả năng gây đột biến thay thế cặp A-T thành cặp G-X.
- EMS (Etyl Metyl-Sunfomat) là đồng đẳng của A và G gây đột biến thay thế cặp G-X thành cặp A-T.
- Acridine gây đột biến mất hoặc thêm cặp Nucleotide, nếu được chèn vào mạch khuôn cũ gây đột biến thêm cặp Nu.
- HNO3 gây đột biến thay thế cặp Nu.

Cơ chế biểu hiện đột biến gen:
- Đột biến giao tử: Đột biến phát sinh trong quá trình giảm phân hình thành giao tử, xảy ra ở tế bào sinh dục nào đó thông qua thụ tinh sẽ đi vào hợp tử. Nếu là đột biến gen trội, nó sẽ biểu hiện thành kiểu hình ngay trên cơ thể mang đột biến gen đó. Nếu là đột biến gen lặn nó có thể đi vào hợp tử ở thể dị hợp Aa và vì gen trội lấn át nên đột biến không biểu hiện ra ngoài. Tuy nhiên nó không bị mất đi mà tiếp tục tồn tại trong quần thể và khi gặp tổ hợp đồng hợp lặn thì nó biểu hiện ra ngoài.
- Đột biến xôma: Đột biến xảy ra ở tế bào xôma, từ một tế bào bị đột biến thông qua nguyên phân nó được nhân lên thành mô, có thể di truyền bằng sinh sản sinh dưỡng. Nếu đó là đột biến gen trội sẽ được biểu hiện thành một phần của cơ thể, gọi là "thể khảm". Nếu đó là đột biến gen lặn, nó không biểu hiện ra kiểu hình & sẽ mất đi khi cơ thể chết.
- Đột biến tiền phôi: Đột biến xảy ra ở những lần nguyên phân đầu tiên của hợp tử, giai đoạn từ 2 đến 8 tế bào. Nó có thể đi vào hợp tử & di truyền cho thế hệ sau thông qua sinh sản hữu tính, nếu tế bào đó bị đột biến thành tế bào sinh dục.

Chúng phổ biến. Làm thay đổi số lượng và trật tự sắp xếp các cặp nucleotide trong gen. Đột biến lặn không biểu hiện thành kiểu hình ở trạng thái dị hợp. Hậu quả làm gián đoạn một hay một số tính trạng nào đó (Gen -> mRNA -> Protein -> tính trạng). Ít ảnh hưởng đến sức sống và sự sinh sản của sinh vật.

### Vai trò
Sự biến đổi cấu trúc phân tử của gen có thể dẫn đến biến đổi cấu trúc của loại protêin mà nó mã hóa, cuối cùng có thể dẫn đến biến đổi ở kiểu hình. Các đột biến gen biểu hiện ra kiểu hình ở từng cá thể riêng lẻ, không tương ứng với điều kiện sống, thường là đột biến lặn và có hại cho bản thân sinh vật vì chúng đã phá vỡ sự thống nhất hài hòa trong kiểu gen đã qua chọn lọc tự nhiên và duy trì lâu đời trong điều kiện tự nhiên, gây ra những rối loạn trong quá trình tổng hợp prôtêin.
Đa số đột biến gen tạo ra các gen lặn và có hại, một số trung tính, một số có lợi, ngoài ra gen đột biến còn có thể gây chết. Những gen lặn chỉ biều hiện ra kiểu hình khi ở thể đồng hợp và trong điều kiên môi trường thích hợp. Qua giao phối, nếu gặp tổ hợp gen thích hợp, một đột biến vốn là có hại có thể trở thành có lợi. Đột biến gen gây ra những thay đổi trong nucléotide dẫn đến biến đổi mRNA và quá trình tổng hơp protéine nên thường gây ra hậu quả có hại, làm giảm khả năng sống của sinh vật. Ví dụ: Bệnh hồng cầu hình lưỡi liềm (hồng huyết cầu lưỡi liềm) ở người do đột biến thay thế cặp nucléotide (nuclêôtit) thứ sáu của chuỗi polipeptide Beta trong phân tử Hb làm acid glutamique bị thay thế bởi valin gây thiếu máu, giảm khả năng vận chuyển dưỡng khí.
Trong thực tiễn, người ta gặp những đột biến tự nhiên và nhân tạo có lợi cho bản thân sinh vật. Ngoài ra có những đột biến do tác nhân chủ động của con người tạo ra tính trạng quý. Ví dụ: Ở lúa, thân lùn, không bị đổ, tăng số bông, số hạt, có lợi cho sản xuất. Ngoài những đột biến gen xảy ra trên DNA của nhiễm sắc thể, đột biến trên DNA của các bào quan như ty thể, lục lạp có thể gây ra những biến dị di truyền theo dòng mẹ

### Ý nghĩa
Ý nghĩa, vai trò trong tiến hóa và chọn giống:
- Trong tiến hóa: Tính chất có lợi hay có hại của một đột biến gen chỉ là tương đối (có trường hợp này thì có lợi, có trường hợp khác có hại). Có trường hợp ở trạng thái dị hợp lại làm tăng sức sống, sức chống chịu của cơ thể đối với một số bệnh. Ví dụ: Người mang gen đột biến gây huyết cầu hình lưỡi liềm ở trạng thái dị hợp, có khả năng đề kháng với bệnh sốt rét. Tuy tính chất ngẫu nhiên, cá biệt, không xác định và thường ở trạng thái lặn nhưng đột biến gen vẫn được xem là nguồn nguyên liệu chủ yếu cho quá trình chọn lọc tự nhiên và vì vậy, có vai trò trong tiến hóa.
- Trong chọn giống: Một vài đột biến có lợi dùng làm cơ sở là nguồn nguyên liệu quan trọng cho tạo giống vật nuôi và cây trồng. Gây đột biến nhân tạo là một trong các phương pháp chọn giống thực vật hiện đại và có hiệu quả cao, góp phần tạo nên những tính trạng quý ở cây trồng. Ngoài ra đối với con người, đột biến gen gây hại cho cơ thể cho nên cần phát hiện và hạn chế nguyên nhân và sự tràn lan của gen đột biến.

## Đột biến nhiễm sắc thể
Đột biến nhiễm sắc thể là sự biến đổi về cấu trúc, hình thái hoặc số lượng nhiễm sắc thể. Đột biến có thể xảy ra ở một cặp nhiễm sắc thể nào đó hoặc ở toàn bộ các cặp nhiễm sắc thể. Loại đột biến này phát sinh có thể là do các tác nhân mạnh trong ngoại cảnh (tia phóng xạ, hóa chất, sự biến đổi đột ngột của nhiệt độ) hoặc những rối loạn trong quá trình trao đổi chất nội bào, dẫn đến sự phân li không bình thường của các cặp nhiễm sắc thể.

### Đột biến số lượng nhiễm sắc thể
Sư biến đổi số lượng nhiễm sắc thể có thể xảy ra ở một hay một cặp nhiễm sắc thể tạo nên thể dị bội hay xảy ra trên toàn bộ các cặp nhiễm sắc thể hình thành thể đa bội.
- Thể dị bội:

Là hiện tượng số lượng nhiễm sắc thể của một hay một vài cặp nhiễm sắc thể tương đồng nào đó bị thay đổi hoặc thêm bớt một vài nhiễm sắc thể và có tên gọi là thể 3 nhiễm, thể đa nhiễm hay thể khuyết nhiễm. Được hình thành trong quá trình phát sinh giao tử, một cặp nhiễm sắc thể nào đó không phân li sẽ tạo giao tử có hai nhiễm sắc thể cùng cặp, qua thụ tinh sẽ hình thành hợp tử có 3 nhiễm sắc thể. Những biến đổi kiểu này thường gây hại cho cơ thể.

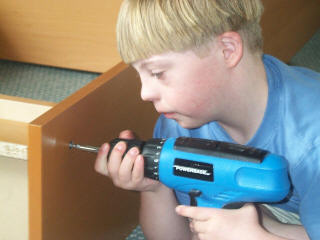
Một em nhỏ bị Down

- Hội chứng Down ở người, còn gọi là hội chứng Mông Cổ vì người bị Down có nét giống người Mông Cổ. Người bị bệnh này thừa một nhiễm sắc thể số 21 (47 XX/XY + 21). Triệu chứng: Người si đần, cơ thể phát triển không bình thường, cổ rụt, gáy rộng và dẹt, khe mắt xếch, lông mi ngắn và thưa, lưỡi dài và dày, miệng hơi há, ngón tay ngắn, vô sinh.
- Hội chứng Turner (ở nữ): thiếu 1 nhiễm sắc thể số 23. Kí hiệu là XO (thiếu 1 nhiễm sắc thể X). Triệu chứng: Bệnh biểu hiện ở phụ nữ như: Nữ lùn, cổ ngắn, tuyến vú không phát triển, âm đạo hẹp, dạ con hẹp, không có kinh nguyệt, hay mất trí, trí tuệ bình thường.
- Hội chứng Klinefelter (ở nam): Có thêm 1 nhiễm sắc thể X: XXY. Triệu chứng: Nam người cao, chân tay dài, mù màu, si đần, tinh hoàn nhỏ, tuyến vú phát triển, mang những biểu hiện ở nữ giới.
- Hội chứng siêu nữ: Mang bộ nhiễm sắc thể 47 có thêm 1 nhiễm sắc thể X: XXX. Triệu chứng: Nữ vô sinh, rối loạn kinh nguyệt, buồng trứng và dạ con không phát triển, si đần.
- Hội chứng Edward: Hội chứng Edward hay còn gọi là trisomy 18 (47,XX,+18). Đây là một rối loạn di truyền do bị thừa một nhiễm sắc thể số 18 trong bộ gen. Thông thường, mỗi em bé sẽ nhận được 23 nhiễm sắc thể từ trứng của mẹ và 23 nhiễm sắc thể từ tinh trùng của người cha – tổng cộng 46 nhiễm sắc thể. Trong trường hợp trisomy 18, em bé có ba bản sao nhiễm sắc thể 18. Điều này khiến nhiều cơ quan của thai nhi phát triển một cách bất thường.

Cơ chế hình thành đột biến dị bội: Do sự rối loạn phân ly của một hay một số nhiễm sắc thể kép trong cặp tương đồng trong quá trình giảm phân 1 hoặc giảm phân 2 dẫn đến các giao tử bất thường về số lượng, bộ nhiễm sắc thể đơn bội bị thừa hay thiếu vài nhiễm sắc thể. Sự kết hợp giữa các giao tử này với các giao tử bình thường sẽ tạo nên thể dị bội (ví dụ: bệnh Down). Nguyên nhân có thể là sự phân ly bất thường của cặp XX (nữ) hay XY (nam). Hoặc sự rối loạn phân ly xảy ra trong quá trình nguyên phân các tế bào dinh dưỡng là thành thể khảm (chỉ một phần cơ thể mang đột biến) xảy ra ở giai đoạn sớm của hợp tử trong các lần phân bào đầu tiên (tác hại như trường hợp đột biến ở tế bào sinh dục).
- Thể đa bội:

Là hiện tượng làm tăng số lượng toàn thể bộ nhiễm sắc thể của tế bào thành đa bội chẵn (4n, 6n...) hoặc đa bội lẻ (3n, 5n...). Hình thành trong quá trình nguyên phân thoi vô sắc không hình thành, tất cả các cặp nhiễm sắc thể không phân li sẽ tạo thành tế bào 4n. Trường hợp bộ nhiễm sắc thể trong tế bào xôma tăng lên thành một bội số của n (nhiều hơn 2n) được gọi chung là thể đa bội.
Tế bào đa bội có lượng DNA tăng gấp bội, quá trình tổng hợp các chất hữu cơ diễn ra mạnh mẽ, do đó kích thước tế bào lớn hơn. Cơ thể đa bội thường có cơ quan sinh dưỡng to, phát triển khỏe, chống chịu tốt. Hiện tượng đa bội khá phổ biến ở thực vật, hiếm gặp ở động vật và đã được ứng dụng có hiệu quả trong chọn giống cây trồng.
Cơ chế hình thành: Trong quá trình giảm phân, sau khi bộ nhiễm sắc thể đã nhân đôi thành các nhiễm sắc thể kép, nhưng thoi vô sắc không được hình thành nên tạo các giao tử có 2n. Sự kết hợp giữa giao tử 2n với giao tử n bình thường cho hợp tử 3n (thể tam bội). Đột biến nếu xảy ra vào giai đoạn sớm của hợp tử trong lần nguyên phân đầu tiên tạo nên hợp tử 4n (thể tứ bội). Nếu hiện tượng này xảy ra ở đỉnh sinh trưởng của một cành cây thì sẽ tạo nên cành tứ bội trên cây lưỡng bội.
Đặc điểm của thể đa bội: Tế bào đa bội có lượng DNA tăng gấp bội nên trong quá trình tổng hợp chất hữu cơ diễn ra mạnh mẽ, chính vì vậy, tế bào lớn, cơ quan dinh dưỡng to, phát triển khỏe, chống chịu tốt. Cơ thể đa bội lẻ hầu như không có khả năng sinh giao tử bình thường. Ví dụ như những cây không có hạt. Giá trị: Đột biến thể đa bội có giá trị kinh tế to lớn, nó cung cấp nguyên liệu cho quá trình chọn lọc và tiến hóa, làm cho sinh giới đa dạng, phong phú. Tạo giống có năng suất cao như: Dưa hấu 3n, nho 3n, củ cải đường 3n. Đa bội chẵn khắc phục hiện tượng bất thụ trong lai xa ở thực vật.

### Về cấu trúc
Là những biến đổi bất thường về cấu trúc, hình thái hay số lượng nhiễm sắc thể. Đột biến cấu trúc nhiễm sắc thể có các dạng: mất đoạn, lặp đoạn, đảo đoạn, chuyển đoạn. Nguyên nhân chủ yếu là do tác nhân ngoại cảnh hay trong tế bào. Có thể quan sát dưới kính hiển vi quang học. Các thể mất đoạn, thêm đoạn làm thay đổi chất liệu di truyền, thường gây tác hại cho cơ thể, nhất là cơ thể người. Các thể đảo đoạn, chuyển đoạn không làm thay đổi chất liệu di truyền, thường không ảnh hưởng đến kiểu hình.
- Mất đoạn: là nhiễm sắc thể bị mất một đoạn (đoạn đó không chứa tâm động) do đứt, gãy nhiễm sắc thể hoặc trao đổi chéo không đều.
  - Làm giảm số lượng gen trên nhiễm sắc thể, thường gây chết hoặc giảm sức sống.
  - Xác định vị trí gen trên nhiễm sắc thể, loại bỏ các gen gây hại.

Ví dụ: Ở người, nếu mất đoạn ở nhiễm sắc thể thứ 21 gây ra ung thư máu, mất đoạn vai ngắn ở nhiễm sắc thể số 5 gây hội chứng tiếng mèo kêu. Ở cây ngô (bắp) hay ruồi giấm mất một đoạn nhỏ không làm giảm sức sống kể cả thể đồng hợp. Mặc dù có hại nhưng người ta thường tận dụng hiện tượng mất đoạn để loại ra khỏi nhiễm sắc thể những gen không mong muốn.
- Thêm đoạn: (lặp đoạn, nhân đoạn)

Một đoạn nào đó của nhiễm sắc thể được lặp lại một vài lần xen vào nhiễm sắc thể tương đồng, hay do sự trao đổi chéo giữa các cromatit không bình thường. Việc làm tăng hoặc giảm số lượng gen trên nhiễm sắc thể dẫn đến tăng cường hoặc giảm bớt mức biểu hiện của tính trạng.
Ví dụ: Ở ruồi giấm lặp đoạn 16A hai lần trên nhiễm sắc thể X là cho mắt hình cầu thành mắt dẹt. Ở lúa mạch, lặp đoạn là tăng hoạt tính enzyme amylase, có lợi cho sản xuất bia, rượu.
- Đảo đoạn:

Một đoạn nhiễm sắc thể nào đó bị đứt rồi quay ngược 180 độ và nối lại vào nhiễm sắc thể (có thể chứa tâm động hoặc không) làm thay đổi trật tự phân bố gen. Loại đột biến này ít gây ảnh hưởng đến sức sống của cá thể, góp phần tăng cường sự sai khác giữa các nhiễm sắc thể tương đồng giữa các nòi thuộc một loài vì vật chất di truyền không bị mất.
Sắp xếp lại trật tự các gen trên nhiễm sắc thể dẫn đến tăng sự đa dạng giữa các thứ, các nòi trong cùng một nòi, ít ảnh hưởng tới sức sống. Sự sắp lại gen trên nhiễm sắc thể do đảo đoạn góp phần tạo sự đa dạng.
Ví dụ: Ở ruồi giấm có 12 đảo đoạn trên nhiễm sắc thể số 3 tạo ra các nòi thích nghi với nhiệt độ khác nhau của môi trường.
- Chuyển đoạn:

Một đoạn nhiễm sắc thể được chuyển dịch trên cùng một nhiễm sắc thể hay giữa hai nhiễm sắc thể khác nhau. Cả hai nhiễm sắc thể cùng cho và nhận một đoạn (chuyển đoạn tương hỗ) hay một bên cho, một bên nhận (chuyển đoạn không tương hỗ), làm thay đổi các nhóm gen liên kết. Đột biến chuyển đoạn thường gây chết, giảm hoặc mất khả năng sinh sản. Trong thiên nhiên đã phát hiện được nhiều chuyển đoạn nhỏ (đậu, lúa, chuối) đã vận dụng chèn gen cố định nitơ của vi khuẩn vào hệ gen của hướng dương tạo hàm lượng nitơ cao trong dầu hướng dương. Ở người, chuyển đoạn không cân giữa nhiễm sắc thể 22 với nhiễm sắc thể 9 tạo ra nhiễm sắc thể 22 ngắn hơn bình thường gây bệnh ung thư bạch cầu.